# Selección de fútbol de Sudán del Sur
La selección de fútbol de Sudán del Sur es el equipo representativo del país en competiciones oficiales. Su organización está a cargo de la provisional Asociación de Fútbol de Sudán del Sur, creada en abril de 2011. Es miembro de la CAF y de la FIFA.

## Historia
Ante la inminencia de la separación de Sudán del Sur, Samuel Lolako Salih (entrenador del club Kator de Yuba) fue nombrado el 25 de mayo de 2011 para supervisar a la selección nacional. Como pasa habitualmente en los seleccionados de países que luego se dividen, todos aquellos jugadores de origen sursudanés que jugaron para Sudán antes de la independencia, pudieron sumarse a la nueva selección si lo deseaban.
El primer encuentro internacional de Sudán del Sur contra el club keniata Tusker el 10 de julio de 2011, organizado en el marco de las celebraciones de la independencia del país, junto con el primer juego internacional de la selección nacional de baloncesto (ante Uganda). El partido, jugado en el Estadio de Yuba, terminó con la victoria de los visitantes por 3:1.
En 2012, Sudán del Sur se incorporó oficialmente a la FIFA. Tras incorporar al serbio Zoran Djordevic como entrenador en reemplazo del interino Malesh Soro, Sudán del Sur jugó su primer partido internacional contra otra selección el 11 de julio de 2012. El rival fue Uganda, cuyo resultado final fue de un empate a 2. Poco después se volvería a enfrentar a la misma selección cayendo por un contundente 4-0. Entremedias de estos dos encuentros, se enfrenta a Kenia con la que cae derrotada por 0-2, y con Etiopía,con la que también cae por un aceptable 0-1.
Debido a que estaban en desarrollo y todavía no partenecian ni a la FIFA ni a la CAF, Sudán del Sur no pudo participar de los procesos clasificatorios a la Copa Mundial de Fútbol de 2014, a la Copa Africana de Naciones 2013, ni al Campeonato Africano de Naciones de 2014. En la clasificación para la Copa Africana de Naciones 2015, Sudán del Sur, sorprendentemente, pasó a la segunda ronda al retirarse Eritrea pero en el primer partido de la segunda ronda, Sudán del Sur cayó con un contundente 5:0 de Mozambique, para intentar magiar el resultado y pasar a la tercera ronda, necesitaba ganar, pero en el segundo partido empataron 0:0 por lo cual Mozambique clasificó a la tercera ronda, pero Sudán del Sur, feliz por enfrentar a un equipo fuerte, al cual, Mozambique no logró clasificarse al enfrentarse con Zambia,  Cabo Verde y con Níger con sólo 1 victoria, 3 empates y 2 derrotas, se colocó en el tercer lugar, por debajo de Zambia y por arriba de Níger. El 5 de septiembre de 2015 logró su primera victoria reconocida por la FIFA frente a Guinea Ecuatorial por 1:0 con un gol de Atak Lual.
El 28 de marzo de 2017 logró una gran victoria al golear 6:0 a Yibuti, pasando de ronda en la clasificación de la Copa Africana de Naciones 2019, remotando la derrota de 2:0 del local en el partido de ida.

## Estadísticas

### Copa Mundial de Fútbol
| Copa Mundial de Fútbol | Copa Mundial de Fútbol | Copa Mundial de Fútbol | Copa Mundial de Fútbol | Copa Mundial de Fútbol | Copa Mundial de Fútbol | Copa Mundial de Fútbol | Copa Mundial de Fútbol |
| Año                    | Ronda                  | J                      | G                      | E                      | P                      | GF                     | GC                     |
| ---------------------- | ---------------------- | ---------------------- | ---------------------- | ---------------------- | ---------------------- | ---------------------- | ---------------------- |
| 1958 - 2010            | Parte de Sudán         | Parte de Sudán         | Parte de Sudán         | Parte de Sudán         | Parte de Sudán         | Parte de Sudán         | Parte de Sudán         |
| 2014                   | No participó           | No participó           | No participó           | No participó           | No participó           | No participó           | No participó           |
| 2018                   | No clasificó           | No clasificó           | No clasificó           | No clasificó           | No clasificó           | No clasificó           | No clasificó           |
| 2022                   | No clasificó           | No clasificó           | No clasificó           | No clasificó           | No clasificó           | No clasificó           | No clasificó           |
| 2026                   | Por disputarse         | Por disputarse         | Por disputarse         | Por disputarse         | Por disputarse         | Por disputarse         | Por disputarse         |
| 2030                   | Por disputarse         | Por disputarse         | Por disputarse         | Por disputarse         | Por disputarse         | Por disputarse         | Por disputarse         |
| 2034                   | Por disputarse         | Por disputarse         | Por disputarse         | Por disputarse         | Por disputarse         | Por disputarse         | Por disputarse         |
| Total                  | 0/22                   | -                      | -                      | -                      | -                      | -                      | -                      |

### Copa Africana de Naciones
| Copa Africana de Naciones | Copa Africana de Naciones | Copa Africana de Naciones | Copa Africana de Naciones | Copa Africana de Naciones | Copa Africana de Naciones | Copa Africana de Naciones | Copa Africana de Naciones |
| Año                       | Ronda                     | J                         | G                         | E                         | P                         | GF                        | GC                        |
| ------------------------- | ------------------------- | ------------------------- | ------------------------- | ------------------------- | ------------------------- | ------------------------- | ------------------------- |
| 1957 - 2010               | Parte de Sudán            | Parte de Sudán            | Parte de Sudán            | Parte de Sudán            | Parte de Sudán            | Parte de Sudán            | Parte de Sudán            |
| 2012                      | No participó              | No participó              | No participó              | No participó              | No participó              | No participó              | No participó              |
| 2013                      | No participó              | No participó              | No participó              | No participó              | No participó              | No participó              | No participó              |
| 2015                      | No clasificó              | No clasificó              | No clasificó              | No clasificó              | No clasificó              | No clasificó              | No clasificó              |
| 2017                      | No clasificó              | No clasificó              | No clasificó              | No clasificó              | No clasificó              | No clasificó              | No clasificó              |
| 2019                      | No clasificó              | No clasificó              | No clasificó              | No clasificó              | No clasificó              | No clasificó              | No clasificó              |
| 2021                      | No clasificó              | No clasificó              | No clasificó              | No clasificó              | No clasificó              | No clasificó              | No clasificó              |
| 2023                      | No clasificó              | No clasificó              | No clasificó              | No clasificó              | No clasificó              | No clasificó              | No clasificó              |
| 2025                      | No clasificó              | No clasificó              | No clasificó              | No clasificó              | No clasificó              | No clasificó              | No clasificó              |
| 2027                      | Por definir               | Por definir               | Por definir               | Por definir               | Por definir               | Por definir               | Por definir               |
| Total                     | 0/35                      | -                         | -                         | -                         | -                         | -                         | -                         |

## Seleccionado local

### Campeonato Africano de Naciones
| Campeonato Africano de Naciones | Campeonato Africano de Naciones | Campeonato Africano de Naciones | Campeonato Africano de Naciones | Campeonato Africano de Naciones | Campeonato Africano de Naciones | Campeonato Africano de Naciones | Campeonato Africano de Naciones |
| Año                             | Ronda                           | J                               | G                               | E                               | P                               | GF                              | GC                              |
| ------------------------------- | ------------------------------- | ------------------------------- | ------------------------------- | ------------------------------- | ------------------------------- | ------------------------------- | ------------------------------- |
| 2009                            | Parte de Sudán                  | Parte de Sudán                  | Parte de Sudán                  | Parte de Sudán                  | Parte de Sudán                  | Parte de Sudán                  | Parte de Sudán                  |
| 2011                            | Parte de Sudán                  | Parte de Sudán                  | Parte de Sudán                  | Parte de Sudán                  | Parte de Sudán                  | Parte de Sudán                  | Parte de Sudán                  |
| 2014                            | No participó                    | No participó                    | No participó                    | No participó                    | No participó                    | No participó                    | No participó                    |
| 2016                            | No participó                    | No participó                    | No participó                    | No participó                    | No participó                    | No participó                    | No participó                    |
| 2018                            | No clasificó                    | No clasificó                    | No clasificó                    | No clasificó                    | No clasificó                    | No clasificó                    | No clasificó                    |
| 2021                            | No clasificó                    | No clasificó                    | No clasificó                    | No clasificó                    | No clasificó                    | No clasificó                    | No clasificó                    |
| 2023                            | No clasificó                    | No clasificó                    | No clasificó                    | No clasificó                    | No clasificó                    | No clasificó                    | No clasificó                    |
| 2025                            | No clasificó                    | No clasificó                    | No clasificó                    | No clasificó                    | No clasificó                    | No clasificó                    | No clasificó                    |
| Total                           | 0/8                             | -                               | -                               | -                               | -                               | -                               | -                               |

### Copa de Naciones Árabe
| Copa de Naciones Árabe | Copa de Naciones Árabe  | Copa de Naciones Árabe  | Copa de Naciones Árabe  | Copa de Naciones Árabe  | Copa de Naciones Árabe  | Copa de Naciones Árabe  | Copa de Naciones Árabe  |
| Año                    | Ronda                   | J                       | G                       | E                       | P                       | GF                      | GC                      |
| ---------------------- | ----------------------- | ----------------------- | ----------------------- | ----------------------- | ----------------------- | ----------------------- | ----------------------- |
| 1963 - 2002            | No existía la selección | No existía la selección | No existía la selección | No existía la selección | No existía la selección | No existía la selección | No existía la selección |
| 2009                   | Cancelado               | Cancelado               | Cancelado               | Cancelado               | Cancelado               | Cancelado               | Cancelado               |
| 2012                   | No participó            | No participó            | No participó            | No participó            | No participó            | No participó            | No participó            |
| Copa Árabe de la FIFA  |                         |                         |                         |                         |                         |                         |                         |
| 2021                   | Se retiró               | Se retiró               | Se retiró               | Se retiró               | Se retiró               | Se retiró               | Se retiró               |
| Total                  | 0/11                    | -                       | -                       | -                       | -                       | -                       | -                       |

## Últimos partidos y próximos encuentros
Actualizado al último partido jugado el 19 de noviembre de 2024
| Fecha      | Ciudad          | Local               | Resultado | Visitante           | Competición                            |
| ---------- | --------------- | ------------------- | --------- | ------------------- | -------------------------------------- |
| 27-10-2024 | Yuba            | Sudán del Sur       | 2:0       | Kenia               | Clasificación Campeonato Africano 2025 |
| 02-11-2024 | Kampala         | Kenia               | 1:1       | Sudán del Sur       | Clasificación Campeonato Africano 2025 |
| 14-11-2024 | Yuba            | Sudán del Sur       | 3:2       | Congo               | Clas. Copa Africana de Naciones 2025   |
| 19-11-2024 | Ciudad del Cabo | Sudáfrica           | 3:0       | Sudán del Sur       | Clas. Copa Africana de Naciones 2025   |
| 22-12-2024 | Yuba            | Sudán del Sur       | 3:2       | Ruanda              | Clasificación Campeonato Africano 2025 |
| 28-12-2024 | Kigali          | Ruanda              | 2:1       | Sudán del Sur       | Clasificación Campeonato Africano 2025 |
| 21-03-2025 | Kinshasa        | Rep. Dem. del Congo | 1:0       | Sudán del Sur       | Clasificación Copa Mundial 2026        |
| 25-03-2025 | Bengazi         | Sudán               | 1:1       | Sudán del Sur       | Clasificación Copa Mundial 2026        |
| 05-09-2025 | Yuba            | Sudán del Sur       | -:-       | Rep. Dem. del Congo | Clas. Copa Africana de Naciones 2025   |
| 09-09-2025 | Nuakchot        | Mauritania          | -:-       | Sudán del Sur       | Clasificación Copa Mundial 2026        |
| 10-10-2025 | Yuba            | Sudán del Sur       | -:-       | Senegal             | Clas. Copa Africana de Naciones 2025   |
| 14-10-2025 | Yuba            | Sudán del Sur       | -:-       | Togo                | Clas. Copa Africana de Naciones 2025   |
| -11-2025   | Doha            | Siria               | -:-       | Sudán del Sur       | Clasificación Copa Árabe 2025          |

## Jugadores
| No. | Pos. | Jugador               | Fecha de nacimiento (edad)         | Apa. | Goles | Club                     |
| --- | ---- | --------------------- | ---------------------------------- | ---- | ----- | ------------------------ |
|     | POR  | Jumma Genaro          | 28 de febrero de 1988 (37 años)    | 30   | 0     | Hay Al-Wadi              |
|     | POR  | Ramadan Diing         | 13 de marzo de 2000 (25 años)      | 11   | 0     | Malakia                  |
|     | POR  | Majak Mawith          | 18 de septiembre de 1999 (25 años) | 9    | 0     | Dandenong Thunder        |
|     |      |                       |                                    |      |       |                          |
|     | DEF  | Peter Maker           | 1 de enero de 1994 (31 años)       | 22   | 0     | ZESCO United             |
|     | DEF  | Mutwakil Abdelkarim   | 4 de agosto de 1992 (32 años)      | 12   | 0     | Atlabara                 |
|     | DEF  | Ryan Mahuta           | 7 de julio de 2002 (23 años)       | 0    | 0     | Haka                     |
|     | DEF  | Ivan Wani             | 12 de diciembre de 1998 (26 años)  | 10   | 0     | Bul                      |
|     | DEF  | Ryen Jiba             | 29 de abril de 2001 (24 años)      | 0    | 0     | Minnesota United         |
|     | DEF  | Omot Sebit            | 9 de octubre de 1998 (26 años)     | 9    | 0     | Amal Atbara              |
|     | DEF  | Jackson Morgan        | 18 de agosto de 1998 (26 años)     | 12   | 0     | Bentleigh Greens         |
|     | DEF  | Rashid Toha           | 9 de octubre de 1997 (27 años)     | 9    | 1     | Vipers                   |
|     | DEF  | Atendele Geriga       | 5 de mayo de 1995 (30 años)        | 5    | 0     | Arua Hills FC            |
|     |      |                       |                                    |      |       |                          |
|     | MED  | Peter Chol            | 23 de octubre de 1994 (30 años)    | 23   | 2     | Kator                    |
|     | MED  | Stephen Pawaar        | 7 de enero de 1993 (32 años)       | 11   | 0     | Munuki                   |
|     | MED  | Saad Musa             | 6 de agosto de 1995 (29 años)      | 9    | 0     | Dila Gori                |
|     | MED  | Manyumow Achol        | 10 de diciembre de 1999 (25 años)  | 6    | 0     | Auda                     |
|     | MED  | Loki Emmanuel         | 14 de noviembre de 2001 (23 años)  | 9    | 1     | Bright Stars             |
|     | MED  | Data Elly             | 5 de febrero de 2002 (23 años)     | 8    | 0     | Kyetume                  |
|     | MED  | William Gama Emmanuel | 14 de diciembre de 2002 (22 años)  | 8    | 1     | Malakia FC               |
|     | MED  | Joseph Malish         | 27 de julio de 2002 (22 años)      | 4    | 0     | Kator                    |
|     | MED  | Peter Sunday          | 23 de agosto de 1996 (28 años)     | 4    | 0     | Kator                    |
|     |      |                       |                                    |      |       |                          |
|     | DEL  | Tito Okello           | 7 de enero de 1996 (29 años)       | 13   | 3     | Paykan                   |
|     | DEL  | Machop Chol           | 14 de noviembre de 1998 (26 años)  | 2    | 0     | Atlanta United           |
|     | DEL  | William Akio          | 23 de julio de 1998 (26 años)      | 4    | 0     | Raith Rovers             |
|     | DEL  | Dani Thon             | 29 de noviembre de 2002 (22 años)  | 2    | 1     | Blansko                  |
|     | DEL  | David Majak           | 10 de octubre de 2000 (24 años)    | 8    | 0     | Luleå                    |
|     | DEL  | Valentino Yuel        | 12 de octubre de 1994 (30 años)    | 7    | 1     | Western Sydney Wanderers |
|     | DEL  | Agwa Okuot Obiech     | 1 de marzo de 1996 (29 años)       | 0    | 0     | Brattvåg                 |

## Entrenadores
| Periodo        | Nombre                     |
| -------------- | -------------------------- |
| 2009–2011      | Stephen Constantine        |
| 2011–2012      | Malesh Soro                |
| 2012           | Ismail Balanga             |
| 2012–2013      | Zoran Đorđević             |
| 2013–2014      | Ismail Balanga             |
| 2014           | Salyi Lolaku Samuel        |
| 2014–2015      | Lee Sung-jea               |
| 2015–2016      | Leo Adraa (interino)       |
| 2016           | Joseph Malesh              |
| 2017           | Elya Wako                  |
| 2017–2018      | Bilal Felix Komoyangi      |
| 2018           | Ahcene Aït-Abdelmalek      |
| 2018           | Ramsey Sebit (interino)    |
| 2019-2021      | Cyprian Besong Ashu        |
| 2021           | Simon James Yor (interino) |
| 2021-2023      | Stefano Cusin              |
| 2023- presente | Nicolas Dupuis             |

## Récord ante otras selecciones
Actualizado al 19 de noviembre de 2024.
| País                  | J  | G  | E  | P  | GF | GC  | GD  |
| --------------------- | -- | -- | -- | -- | -- | --- | --- |
| Benín                 | 2  | 0  | 0  | 2  | 2  | 6   | -4  |
| Botsuana              | 1  | 0  | 0  | 1  | 0  | 3   | −3  |
| Burkina Faso          | 2  | 0  | 0  | 2  | 1  | 3   | −2  |
| Burundi               | 3  | 0  | 1  | 2  | 2  | 8   | −6  |
| Congo                 | 5  | 3  | 0  | 2  | 7  | 6   | +1  |
| Egipto                | 1  | 0  | 0  | 1  | 0  | 3   | −3  |
| Etiopía               | 5  | 0  | 1  | 4  | 0  | 11  | −11 |
| Gabón                 | 2  | 0  | 0  | 2  | 0  | 4   | −4  |
| Gambia                | 3  | 0  | 0  | 3  | 3  | 6   | -3  |
| Guinea Ecuatorial     | 4  | 1  | 1  | 2  | 2  | 6   | −4  |
| Jordania              | 2  | 0  | 0  | 2  | 1  | 5   | −4  |
| Kenia                 | 7  | 2  | 1  | 4  | 5  | 9   | −4  |
| Malaui                | 2  | 0  | 0  | 2  | 0  | 2   | −2  |
| Malí                  | 6  | 0  | 0  | 6  | 1  | 18  | −17 |
| Mauritania            | 3  | 0  | 2  | 1  | 1  | 5   | −4  |
| Mozambique            | 2  | 0  | 1  | 1  | 0  | 5   | -5  |
| Santo Tomé y Príncipe | 2  | 0  | 2  | 0  | 1  | 1   | 0   |
| Senegal               | 1  | 0  | 0  | 1  | 0  | 4   | −4  |
| Seychelles            | 2  | 2  | 0  | 0  | 3  | 1   | +2  |
| Sierra Leona          | 1  | 0  | 1  | 0  | 1  | 1   | 0   |
| Somalia               | 2  | 2  | 0  | 0  | 4  | 1   | +3  |
| Sudáfrica             | 2  | 0  | 0  | 2  | 2  | 6   | −4  |
| Sudán                 | 1  | 0  | 0  | 1  | 0  | 3   | −3  |
| Togo                  | 1  | 0  | 1  | 0  | 1  | 1   | 0   |
| Uganda                | 9  | 1  | 2  | 6  | 6  | 20  | −14 |
| Uzbekistán            | 1  | 0  | 0  | 1  | 0  | 3   | -3  |
| Yibuti                | 5  | 4  | 0  | 1  | 13 | 4   | +9  |
| Total                 | 77 | 15 | 13 | 49 | 56 | 145 | -89 |

## Uniformes anteriores
| 2011 Local | 2011 Local | 2012 Local | 2012 Local | 2012 Visita | 2013 Local | 2014 Local | 2014 Visita |

| 2014 Tercera | 2015 Local | 2015 Visita | 2015 Tercera | 2017 Local | 2017 Visita | 2017 Tercera | 2020 Local |

| 2020 Visita | 2021 Local | 2021 Visita | 2021 Local | 2021 Visita | 2022 Local | 2022 Visita | 2023 Local |

| 2023 Visita |

Fuentes: